# Sångtext
En text, även kallat sångtext eller låttext för att förtydliga ordet, är inom musik en uppsättning av ord eller meningar som sjungs i en sång. Sångtexter är texter som uttrycker något och hör därför till den skönlitterära genren lyrik.
De flesta sånger innehåller en text, vilket kallas för vokalmusik, medan de som inte innehåller någon text alls kallas för instrumentalmusik. En som skriver texter till sånger kallas för låtskrivare, men denne kan också skriva musiken till sången.
Ofta finns en artist eller en grupps texter med i häftet till ett musikalbum. Numera kan man hitta många texter på Internet.